# Psychotria hyalina
Psychotria hyalina är en måreväxtart som beskrevs av Julian Alfred Steyermark. Psychotria hyalina ingår i släktet Psychotria och familjen måreväxter. Inga underarter finns listade i Catalogue of Life.